# Carl Reiner

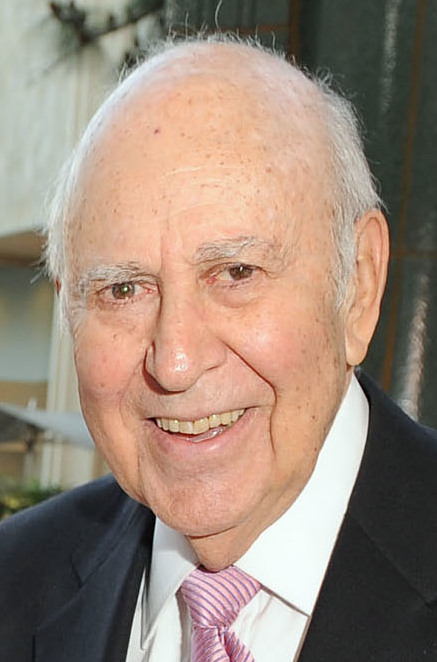
Carl Reiner 2009.

Carlton "Carl" Reiner, född 20 mars 1922 i Bronx i New York, död 29 juni 2020 i Beverly Hills i Los Angeles, var en amerikansk komiker, skådespelare, filmregissör, filmproducent och manusförfattare. Han var gift med skådespelaren Estelle Reiner och är far till skådespelaren, komikern och regissören Rob Reiner, författaren och poeten Annie Reiner samt konstnären och fotografen Lucas Reiner. Carl Reiner samarbetade ofta med Mel Brooks.

## Filmografi i urval
- 1963 – En ding, ding, ding, ding värld (skådespelare)
- 1967 – Guide för gifta män (skådespelare)
- 1967 – Enter Laughing (regi)
- 1969 – Filmkomikern (regi)
- 1970 – Var är poppa? sa käringen (regi)
- 1977 – Min polare Gud (regi)
- 1978 – Jag är bäst (regi)
- 1979 – Supernollan (regi)
- 1982 – Döda män klär inte i rutigt (regi)
- 1983 – Dr. Hfuhruhurrs dilemma (regi)
- 1984 – Mitt andra jag (regi)
- 1985 – Livet på en sandstrand  (regi)
- 1987 – Summer School (regi)
- 1989 – Bert Rigby, You're a Fool (regi)
- 1990 – Oturen att ha ihjäl en älskare (regi)
- 1993 – Fatal Instinct (regi)
- 1995 – Galen i dig (TV-serie) (skådespelare)
- 1997 – That Old Feeling (regi)
- 2000 – Rocky och Bullwinkle på äventyr (skådespelare)
- 2001 – Ocean's Eleven (skådespelare)
- 2002 – Ally McBeal (TV-serie) (skådespelare)
- 2002 – Jordan, rättsläkare (TV-serie) (skådespelare)
- 2019 – Toy Story 4 (röst)